# Z-Stoff
Z-Stoff (in italiano Sostanza Z) era il nome in codice con cui veniva indicata una famiglia di catalizzatori a base di permanganati impiegati in alcuni razzi a propellente liquido prodotti in Germania durante la seconda guerra mondiale.

## Storia
L'impiego di perossido di idrogeno nella propulsione sia navale che aerea fu proposto da Hellmuth Walter a partire dai primi anni trenta. La dissociazione del perossido in acqua ed ossigeno è altamente esotermica e Walter intuì come i prodotti di reazione ad alta temperatura potessero essere utilizzati per compiere un lavoro. Per promuovere la dissociazione era necessario un catalizzatore e Walter ne studiò di solidi (a base di diossido di manganese) e liquidi (permanganati in soluzione acquosa, lo Z-Stoff).
Nel 1934 Hellmuth Walter, grazie all'acqua ossigenata ad alta concentrazione prodotta dalla Elektrochemische Werke di Monaco di Baviera, iniziò la costruzione di motori per la propulsione subacquea. Nel 1935 i suoi lavori suscitarono l'interesse della Kriegsmarine (che finanziò le sue ricerche), mentre l'anno successivo anche la Luftwaffe collaborò per lo sviluppo di un motore a razzo. Verso la fine del 1938, Walter fondò a Kiel la HWK che rimase attiva fino alla fine della seconda guerra mondiale.

## Composizione
Lo Z-Stoff era disponibile come una soluzione acquosa di permanganato di calcio (denominato Z-Stoff C) o di permanganato di sodio (Z-Stoff N). Il primo era impiegato in condizioni climatiche fredde, mentre il secondo in climi caldi. Il perossido reagendo con lo Z-Stoff produceva una miscela di vapore d'acqua surriscaldato (62%) e ossigeno (37,6%) ad una temperatura di 505 °C e, come effetto indesiderato nei motori per propulsione subacquea, particelle di diossido di manganese che tendevano a depositarsi sulle varie strutture a valle della camera di combustione (tubazioni, turbine). Per i motori sottomarini erano quindi preferiti catalizzatori solidi che però avevano bisogno di un T-Stoff con un grado di purezza più elevato (TSS, T Special Stabilisiert) per evitarne l'avvelenamento in seguito al deposito delle particelle estranee sugli stessi.

## Impiego
Lo Z-Stoff fu usato insieme al T-Stoff nelle versioni "fredde" (senza combustione dell'ossigeno prodotto nella dissociazione del perossido di idrogeno) dei motori a razzo dell'aeroplano Messerschmitt Me 163 A, del missile aria-superficie Henschel Hs 293 e del RATO Walter HWK 109-500 Starthilfe usato per assicurare una spinta aggiuntiva al decollo su diversi aeroplani. Fu anche impiegato, sempre con il T-Stoff, nel generatore di gas che muoveva la turbopompa di alimentazione delle V2 e nel dispositivo di lancio da terra delle V1.